# Bunter Höckersamenfüßer

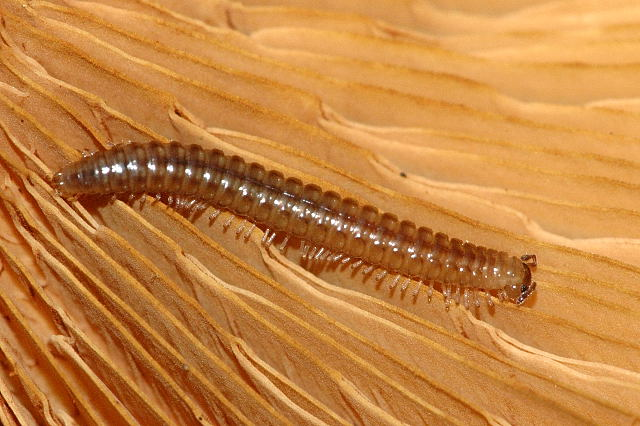
Ein Exemplar aus den belgischen Ardennen

Der Bunte Höckersamenfüßer (Craspedosoma rawlinsii) ist eine Art der zu den Doppelfüßern gehörenden Samenfüßer und weit in Europa, vor allem Mitteleuropa, verbreitet. Von allen mitteleuropäischen Samenfüßer-Arten dringt sie am weitesten nach Norden und ins Flachland vor.

## Merkmale
Die Körperlänge beträgt 10–16 mm. Dabei werden die Männchen 10,25–16 mm lang und 1,2–1,7 mm breit und die Weibchen 11–14 mm lang und ebenfalls 1,2–1,7 mm breit. Der Körper der ziemlich kräftigen und leicht abgeflachten Art besteht aus 30 Körpersegmenten mit Seitenbuckeln, die dem Tier ein perlschnurartiges Aussehen verleihen. Nur die Segmente 2 bis 4 tragen kleine Seitenflügel (Paranota). Männchen besitzen einen aufgeblähten 7. Körperring. Der glatte und glänzende Rücken der adulten Tiere ist hellbraun, braun, dunkelbraun oder rötlichbraun gefärbt und kann weißlich bis bläulich bereift sein. Meist sind die Männchen dunkler gefärbt als die Weibchen. Die dünne vertiefte mediale Rückenlinie ist heller. Auf dem dunklen Rücken befinden sich pro Segment beiderseits der Mittellinie 2 hellbraune bis weißlichgelbe Flecken, die manchmal jedoch nur schwach zu erkennen sind, wodurch die Tiere selten gleichmäßig gefärbt erscheinen. Die Unterseite und Beine sind gelblich bis bräunlich, die Fühler sind lang und dünn. Der Halsschild ist schmaler als der Kopf. Am Kopf befinden sich je Seite 25–28 Ommatidien, die zu einem Dreieck angeordnet sind. Die Borsten sind viel kürzer als ein halber Körperring. Die Farbe des Körpers ist bräunlich, kann dabei aber von hellbraun zu rötlichbraun oder dunkelbraun variieren. Meist finden sich zudem hellere Flecken auf der Oberfläche, gleichmäßig gefärbte Tiere werden seltener gefunden. Auf dem Rücken befinden sich 3 Paar borstentragende Höckerchen.
Die Jungtiere, welche noch nicht den charakteristischen perlschnurartigen Habitus der adulten Tiere aufweisen, sind dunkel bis bräunlich gefärbt und in den Flanken marmoriert und besitzen sehr stark entwickelte Borsten (Makrochaeten), wodurch man sie leicht mit Angehörigen der Familie Mastigophorophyllidae verwechseln kann.
Alle Unterarten sind nur anhand der Gonopoden (männlicher Begattungsapparat) zu unterscheiden.

### Ähnliche Arten
Durch die Seitenbuckel und das perlschnurartige Aussehen ist die Art adult in Deutschland außerhalb der Allgäuer Alpen mit keiner anderen Samenfüßer-Art zu verwechseln. Der Bandfüßer Strongylosoma stigmatosum weist einen ähnlichen Habitus auf, besitzt jedoch nur 20 Körpersegmente, keine Augen, wird 15–23 mm lang und ist nur in Ostdeutschland zu finden. Morphologisch ist noch Ochogona caroli sehr ähnlich, wird 8–13 mm lang und weist größere Seitenflügel (Paranota) auf, die eine Unterscheidung einfach machen.
In den Südwestalpen und angrenzenden Gebieten findet sich noch die Art Craspedosoma taurinorum, in den Ostalpen und angrenzenden Gebieten Craspedosoma slavum. Hier ist eine Unterscheidung am besten über die männlichen Gonopoden möglich. Auch Pseudocraspedosoma grypischium aus den Zentralalpen ähnelt der Art.
Auf Großbritannien ist eine Verwechslung mit den Arten Hylebainosoma nontronensis, Ceratosphys amoena und Turdulisoma spp. möglich, eine Unterscheidung erfolgt ebenfalls am einfachsten über die männlichen Gonopoden.
Die Jugendstadien von Craspedosoma ähneln denen von Haasea und Mastigona, bei Mastigona weisen diese jedoch einen hellen Längsstrich auf dem Rücken auf, der bei Craspedosoma fehlt.

## Verbreitung
Die Art ist weit in Europa verbreitet und vor allem aus Nordwest-, Mittel- und Nordeuropa bekannt. Im Nordwesten des Verbreitungsgebiets ist sie aus dem Norden Irlands und Großbritannien bekannt, nördlich bis Schottland. Im Westen des Verbreitungsgebiets kommt die Art verstreut in der östlichen Hälfte Frankreichs vor, außerdem in den Niederlanden, in Belgien und Luxemburg. Östlich davon findet sich die Art in Deutschland, sehr weit verbreitet in der Schweiz, im Norden Italiens, Slowenien, Kroatien, Polen, Tschechien, Österreich, der Slowakei, Ungarn, Bosnien und Herzegowina, Serbien, Rumänien und Bulgarien. Im Norden des Verbreitungsgebietes lebt die Art in Dänemark, im äußersten Süden Norwegens entlang der Küste und im südlichen Schweden, nördlich etwa bis zum 61. Breitengrad. Auch auf den großen Ostseeinseln Öland, Gotland, Seeland und Lolland ist sie zu finden. Im Nordosten ist die Art zudem aus Estland, Lettland, Litauen und dem russischen Oblast Kaliningrad bekannt.
In Deutschland handelt es sich um eine der am weitesten verbreiteten Arten der Samenfüßer. In Baden-Württemberg ist die Art fast flächendeckend verbreitet, in Bayern kommt sie vor allem im Nordosten, Nordwesten, zentralen Osten und an einigen Stellen im zentralen Bayern vor, ist hier aber eher vereinzelt und vor allem in den Randbereichen des Bundeslandes zu finden. In Rheinland-Pfalz kommt die Art auch eher vereinzelt vor, aber verstreut über große Teile des Bundeslandes. Die meisten Funde liegen hier aus dem Pfälzer Wald und der Nordeifel vor. In Hessen lebt die Art vor allem im Taunus und Odenwald, aber auch verstreut in Mittel- und seltener Nordhessen. In Thüringen und Sachsen-Anhalt ist sie weit verbreitet. In Nordrhein-Westfalen kommt die Art nur in der westlichen Hälfte und den zentralen Gebieten vor, fehlt aber im Osten. In Sachsen ist die Art vor allem aus dem Osten und Südwesten bekannt. In Brandenburg kommt sie verstreut in großen Teilen des Bundeslandes vor. In Niedersachsen gibt es nur wenige Fundstellen aus dem Norden, auch in Mecklenburg-Vorpommern gibt es eher vereinzelte Fundstellen, vor allem im Osten und Süden. In Schleswig-Holstein und Hamburg gibt es aus dem 21. Jahrhundert keine Nachweise mehr. In Bremen und im Saarland wurde die Art generell noch nie nachgewiesen.
Innerhalb Deutschlands ist C. rawlinsii die einzige Art, deren ökologische Valenz es ihr ermöglicht, auch nördlich der Mittelgebirge und der 200-m-Linie große Gebiete im Flachland natürlich besiedelt zu haben. So konnte die Art auch das ostdeutsche Tiefland großflächig besiedeln. Von Melogona voigtii finden sich solche Vorkommen nur in Großstädten, was auf Verschleppung hinweist, alle anderen heimischen Samenfüßer sind in Nord- und Nordostdeutschland nicht oder nur in Ausnahmefällen vertreten.
C. rawlinsii überdauerte die Eiszeit südwestlich und südöstlich der Alpen. Durch die geografische Isolation entstanden zwei Unterarten, die sich postglazial von westlicher und östlicher Richtung nach Mitteleuropa ausbreiteten. Wo sich ihre Areale berühren bildeten sie fruchtbare Hybride. Für dieses Fallbeispiel der Faunogenese ist bei Doppelfüßern in Europa nur dieser eine Fall bekannt. C. rawlinsii entwickelte sich während der Eiszeit in mindestens zwei morphologisch gut unterscheidbare Formen, die früher als C. alemannicum (westlich) und C. warlinsii (östlich) bezeichnet wurden. Als sich beide Formen postglazial wieder nach Mitteleuropa ausbreiteten und im Gebiet Deutschlands begegneten, waren sie jedoch untereinander noch immer fruchtbar und bildeten Hybride, die lange Zeit als eine dritte Art, C. germanicum betrachtet wurden. Da C. rawlinsii eine sehr expansive Art ist, drang sie an vielen Stellen tief in das Verbreitungsgebiet von C. alemannicum ein, wodurch der Hybrid C. germanicum verstreut über weite Gebiete Deutschlands auftrat, nämlich überall an den Berührungspunkten beider Unterarten. Das Auftreten von C. germanicum kann somit als geografischer Indikator für die Orte der nacheiszeitlichen Begegnung von C. rawlinsii und C. alemannicum betrachtet werden. Diese Interpretation ist eine Erklärung für die vorher unverständlichen Verbreitungsbilder. Da sich die drei Taxa offenbar fruchtbar kreuzen, werden sie heute als Unterarten von C. rawlinsii aufgefasst, wobei der Unterart-Status von C. germanicum aufgrund seiner Hybridnatur provisorischer Natur ist. In Belgien kommen ebenfalls beide Unterarten plus die Hybridform vor, auf den Britischen Inseln nur das Nominotypische Taxon C. rawlinsii rawlinsii.

## Lebensraum
Bei Craspedosoma rawlinsii handelt es sich um eine hygrobionte Waldart, die meist in feuchten, schattigen Wäldern, seltener auch in trockenen Wäldern oder feuchtem Offenland zu finden ist. Manchmal wird sie auch als stark hygrobionte Wald-Offenland-Art charakterisiert oder als eurytope und hygrophile (verschiedene Lebensräume bewohnende und feuchtigkeitsliebende) Art mit Schwerpunkt Wald beschrieben. Der Grad der Synanthropie ist gering, es werden meist natürliche Biotope besiedelt. Die im Labor ermittelte Temperaturpräferenz von C. rawlinsii liegt zwischen 0 und 9 °C. C. rawlinsii kommt sowohl auf sauren als auch auf basischen Böden (pH 5,3–8,2) vor.
In Schleswig-Holstein ist die Art in feuchten Gebieten zu finden, immer in der Nähe von Wasserflächen. In Mecklenburg-Vorpommern findet sich die Art vor allem in Erlengebüschen, in Brandenburg werden Biotope mit stärkerem Feuchtigkeitsgehalt bevorzugt. In Sachsen-Anhalt handelt es sich um eine eurytope Art mit Bevorzugung feuchter Wälder, besonders in Talauen, Auen- und Laubwäldern. In Hessen gilt die Art als wenig trockenheitsresistente, hygrophile (feuchtigkeitsliebende) eurytope Art mit Schwerpunkt im Wald. In Thüringen verhält sie sich im Leutratal wie ein stenoper Waldbewohner und kommt hier z. B. in Buchenwäldern und Gebüschgürteln vor. In Sachsen ist die Art zusammen mit Polydesmus inconstans eine Pionierart auf Kippböden der Folgelandschaft des Braunkohletagebaus, kommt aber auch an Teichsäumen vor. In Rheinland-Pfalz kommt die feuchtigkeitsbedürftige Art vor allem in sehr feuchten bis nassen Wäldern vor. In Baden-Württemberg lebt sie an feuchten Stellen in Wäldern, besonders in der Nähe von Gewässern. Im Offenland werden meist baumarme Uferbiotope besiedelt.
Auch auf den Britischen Inseln kommt die Art vor allem in feuchten Wäldern oder feuchten Stellen trockenerer Wälder vor. Obwohl die Art weit verbreitet ist, wird sie hier seltener gefunden. Phasen von Trockenheit überdauert die Art durch tiefes Vergraben im Boden. An Böden werden hier vor allem sandreiche und calciumarme, lockere Böden bevorzugt, was auch in der Schweiz und Deutschland teilweise beobachtet werden konnte.
In Deutschland handelt es sich um eine mäßig häufige Art, die als ungefährdet gilt.

## Lebensweise
Phänologisch betrachtet handelt es sich bei der Art um eine einjährige Frühjahrs-Herbst-Art mit aktiven Jungtieren. Diese im Vergleich zu anderen Arten hohe Aktivität der Jungtiere in Kombination mit dem schnellen Generationswechsel ist eine mögliche Erklärung sowohl für die weite Verbreitung dieses Samenfüßers im ostdeutschen Flachland als auch für ihr Verhalten als Pionier auf wenig geeigneten Standorten wie z. B. den Halden des Braunkohletagebaus. Die Herbstspitze der adulten Tiere im Phänologie-Diagramm ergibt sich dadurch, dass die Jungtiere erwachsen werden und dann die nächste Erwachsenen-Generation bilden. Zu dieser Art ist zu sagen, dass sie als fakultativ zweijährig gilt, also zwar in der Regel einjährig ist, aber bei ungünstigen Witterungsbedingungen das erste Jahr als Jungtiere überlebt und erst im zweiten Jahr adult wird. Die meisten adulten Tiere werden im April, Oktober und November gefunden, von Juli bis September finden sich fast nur Jungtiere. Am seltensten wird die Art im Januar und Februar nachgewiesen. Als adultes Tier lebt die Art nur noch 10 Monate (vom Herbst bis zum nächsten Sommer). Paarungen finden von September bis November und von Februar bis April statt. In den Frostperioden hält sich die Art unter loser Rinde auf.
Bei der Paarung verzichten die Männchen selbst auf Schnelligkeit, sondern verlassen sich ganz auf ihre Kraft. Für die Paarungseinleitung klettert das Männchen von hinten auf den Rücken des Weibchens, das sich daraufhin einrollt. Beide liegen nun spiralig ineinander gerollt, wobei das Männchen den Körper des Weibchens mit all seinen Laufbeinen umfasst. Mit offenbar großem Kraftaufwand biegt dann das Männchen unter Aufbäumen und wellenartigen Bewegungen seines Körpers von hinten beginnend den eingerollten Körper der Partnerin auf. Ist dies gelungen, umfasst das Männchen mit seinen muskulösen vorderen Laufbeinen ihren Vorderkörper und verkoppelt ihre Vulven mit seinen zangenartigen Gonopoden.
Die Art ist ein Bewohner der Streuschicht. Sie hat einen nächtlichen Aktionsradius von mehreren Metern und ist auch in den unteren Bereichen von Bäumen zu finden. Tagesperiodische Vertikalwanderungen sind bei dieser Art nicht bekannt.
Die Nahrung der Art besteht aus bis zu 59 % Pilzmaterial, aber auch aus Laubstreu und zu einem geringeren Anteil Holz, Gras und Moos.

## Taxonomie
Craspedosoma raulinsii wurde 1814 von William Elford Leach erstbeschrieben. Es werden 10 Unterarten anerkannt. Diese sind:
- Craspedosoma rawlinsii alemannicum Verhoeff, 1910
- Craspedosoma rawlinsii alsaticum (Verhoeff, 1910)
- Craspedosoma rawlinsii bosniense Verhoeff, 1897
- Craspedosoma rawlinsii germanicum Verhoeff, 1910
- Craspedosoma rawlinsii italicum Silvestri, 1898
- Craspedosoma rawlinsii rawlinsii Leach, 1814
- Craspedosoma rawlinsii repandum Attems
- Craspedosoma rawlinsii serratum Rothenbühler, 1900
- Craspedosoma rawlinsii simile Verhoeff, 1891
- Craspedosoma rawlinsii transsilvanicum Verhoeff, 1897

Einige ehemalige Unterarten und Varietäten werden mittlerweile der Art Craspedosoma slavum Attems, 1929 zugeordnet. Diese sind Craspedosoma rawlinsii gottscheense Verhoeff, 1927, Craspedosoma rawlinsii jesenicense Verhoeff, 1939, Craspedosoma rawlinsii var. asslingense Verhoeff, 1939 und Craspedosoma rawlinsii var. dolinense Verhoeff, 1910. Karl Wilhelm Verhoeff ordnete die Art außerdem zwischendurch als Unterart von Haploporatia similis, damals noch Craspedosoma simile, ein.

### Problematik in der Nomenklatur
Die wissenschaftliche Erstbeschreibung erfolgte durch William Elford Leach als Craspedosoma raulinsii. Demzufolge müsste der korrekte wissenschaftliche Name gemäß der Prioritätsregel Craspedosoma raulinsii heißen. In einem Werk von Leach aus dem Jahre 1816 beschrieb er die Art jedoch als Craspedosoma rawlinsii. In seiner Erstbeschreibung, die als Teil des späteren Werks geplant war, bezog sich Leach bereits auf dieses Werk von 1816, das eigentlich 1815 hätte publiziert werden sollen, wobei es jedoch zu Verzögerungen kam. Da sich die beiden Beschreibungen stark unterscheiden, könnten sie als Beschreibungen zweier unterschiedlicher Spezies, nämlich Craspedosoma raulinsii Leach, 1814 und Craspedosoma rawlinsii Leach, 1816 ["1815"] behandelt werden. Der Name Craspedosoma raulinsii tauchte nur in wenigen Werken auf, während der Name Craspedosoma rawlinsii populär wurde. Durch das Stabilitätsgesetz wäre also der Name Craspedosoma rawlinsii gültig. Auch ist die nomenklatorische Diskussion, ob der Name mit -ii oder -i am Ende geschrieben werden soll, nicht geklärt. Somit gibt es sowohl die Schreibweisen Craspedosoma raulinsi, Craspedosoma raulinsii, Craspedosoma rawlinsi und Craspedosoma rawlinsii als auch die Jahresangaben 1814, 1815 und 1816. Ein Antrag an die International Commission on Zoological Nomenclature, den Namen auf  Craspedosoma rawlinsii festzulegen, wird aktuell von den tschechischen Wissenschaftlern Petr Dolejši und Pavel Kocourek vorbereitet. Durch den Eintrag als Craspedosoma raulinsii durch Richard Desmond Kime und Henrik Enghoff 2021 im Buch Atlas of European millipedes 3: Order Chordeumatida (Class Diplopoda) gewann dieser sonst kaum verwendete Name jedoch wieder an Relevanz, weswegen eine Festlegung auf das gängige Craspedosoma rawlinsii eventuell nicht stattfinden wird.